# J. Howard Edmondson
James Howard Edmondson, född 27 september 1925 i Muskogee, Oklahoma, död 17 november 1971 i Edmond, Oklahoma, var en amerikansk demokratisk politiker. Han var den 16:e guvernören i delstaten Oklahoma 1959-1963. Han representerade Oklahoma i USA:s senat 1963-1964. Han var bror till kongressledamoten Ed Edmondson.
J. Howard Edmondson tjänstgjorde i US Army Air Forces i andra världskriget. Han avlade 1948 juristexamen vid University of Oklahoma och inledde sin karriär som advokat i Muskogee. Han flyttade 1953 till Tulsa.
Edmondson efterträdde 1959 Raymond D. Gary som Oklahomas guvernör och efterträddes 1963 av George Nigh. Senator Robert S. Kerr avled 1963 i ämbetet och efterträddes av Edmondson. Han förlorade i demokraternas primärval inför fyllnadsvalet 1964 mot Fred R. Harris.
Edmondson var presbyterian och frimurare. Hans grav finns på Memorial Park Cemetery i Oklahoma City. Hans änka Jeanette Bartleson Edmondson var Oklahomas statssekreterare 1979–1987.